# Strava u Ulici brijestova (1984.)
Strava u Ulici brijestova (engl. A Nightmare on Elm Street) je horor film snimljen 1984. godine, a režirao ga je Wes Craven. Radnja se odvija u Ulici brijestova, u Springwoodu, Ohio. Freddy Krueger je ubojica koji ubija u snovima rukavicom s četiri oštrice.
Nakon velikog kritičkog i financijskog uspjeha, uslijedilo je 6 nastavaka, crossover film s još jednom horor ikonom - Jason Voorhees (Freddy protiv Jasona) te remake iz 2010. Ostale adicije u franšizi se sastoji od stripova, knjiga, TV serije iz 1988. - "Freddyjeve noćne more" itd.

## Radnja
Freddy Krueger je ubojica djece u Ulici brijestova kojega su roditelji zbog ubojstava njihove djece živoga zapalili. Ali vratio se kao ubojica koji ubija u snovima. Ubijat će jedno po jedno dijete roditelja koji su ga zapalili. Nancy Thompson ide u očajničku borbu da svlada Kruegera u snovima i u stvarnom svijetu.

## Uloge
- Heather Langenkamp kao Nancy Thompson
- Robert Englund kao Freddy Krueger
- John Saxon kao Lt. Don Thompson
- Johnny Depp kao Glen Lantz
- Ronee Blakley kao Marge Thompson
- Amanda Wyss kao Tina Gray
- Nick Corri kao Rod Lane
- Joe Unger kao poručnik Garcia

## Nastavci i franšiza
Nakon izlaska tog filma, uslijedilo je nekoliko nastavaka:
Strava u Ulici brijestova 2: Freddyjeva osveta (1985.),
Strava u Ulici brijestova 3: Ratnici snova (1987.),
Strava u Ulici brijestova 4: Gospodar snova (1988.),
Strava u Ulici brijestova 5: Dijete snova (1989.),
Strava u Ulici brijestova 6: Freddyjeva smrt (1991.) (znan kao i Freddy je mrtav: Posljednja noćna mora),
Strava u Ulici brijestova 7: Nova noćna mora (1994.) (unatoć nazivu film je smješten izvan glavnog kontinuiteta primarnog serijala, baveći se metafikcijskom premisom),
Freddy protiv Jasona (2003.) (crossover nastavak),
Strava u Ulici brijestova (2010.) (remake originalnog filma).
Također se pojavio u TV seriji Freddyjeve noćne more koja se emitirala od 1988. do 1990. On se pojavljuje u pilot epizodi kao glavni protagonist u radnji prije prvog filma, dok u ostalim epizodama je kao kvazi-pripovjedač i kao "zlokobni utjecaj" indirektno unutar raznih priča različitih ljudskih likova. Osim serije, pojavio se u raznim literaturama, videoigrama i stripovima, među kojima i (zajedno s Jasonom Voorheesom) crossover susret s Ashom Williamsom iz serijala Zla smrt: Freddy protiv Jasona protiv Asha i Freddy protiv Jasona protiv Asha 2: Ratnici noćne more.

## Vanjske poveznice
- Strava u Ulici brijestova na IMDb-u
- nightmareonelmstreetfilms.com